# الهولیلاه
ال هولیلاه یک منطقهٔ مسکونی در امارات متحده عربی است که در رأس‌الخیمه واقع شده‌است.

## خصوصیات
ال هولیلاه ۵ متر بالاتر از سطح دریا واقع شده‌است.